# 劉訒
劉訒（1483年—1559年），字思存，號春岡，河南開封府鄢陵縣人，明朝政治人物，同進士出身。刑部尚書劉璟之子。

## 生平
正德五年（1510年）庚午科河南鄉試第四十六名舉人，十二年（1517年）中式丁丑科會試第三百二十五名，三甲第三十六名進士。吏部觀政，授寧國府推官，兼知蕪湖縣事。明武宗南巡時，朝中權貴索賄不成，於是逮捕其下詔獄。
明世宗即位後，恢復原職，升監察御史，遷南京通政使司參議。嘉靖十八年（1539年）任大理寺左少卿。二十年（1541年）任都察院左僉都御史。二十三年（1544年）十一月任大理寺卿。二十五年（1546年）正月升刑部右侍郎，同年七月升刑部左侍郎。二十六年（1547年）任南京都察院右都御史。二十七年（1548年）任南京工部尚書。二十八年（1549年）改南京刑部尚書，同年改北京刑部尚書。
當時河南巡撫胡纘宗嘗以事笞陽陽武縣知縣王聯，王聯亦被按御史陶欽夔劾罷。王聯為人歹毒，曾經毆打其生父王良，當論死，王良請出獄，此後又因殺人事連坐，求解不得。其知世宗喜歡密告，於是誣陷胡纘宗有迎駕詩「穆王八駿」等詞，并命子詐為常朝官，入闕門訟冤。其所不喜歡的人，包括副都御史劉隅，給事中鮑道明，御史胡植、馮章、張洽，參議朱鴻漸，知府項喬、賈應春等一百一十人，悉數誣陷。世宗大怒，逮捕胡纘宗等人下獄，并命劉訒會同法司嚴加訊問。劉訒得到王聯之子的誣告，坐王聯死罪，其子詐冒朝官律斬，而為胡纘宗等乞求寬恕。世宗雖然奏準王聯父子死罪，但心里仍然討厭胡纘宗，下禮部都察院參議。嚴嵩為之和解，革令胡纘宗撤職，杖刑四十。劉訒亦因此除名，法司正貳官員均停半年俸祿，郎官承問者下詔獄。三十八年卒，享年七十七。

## 家族
曾祖劉義，贈太子少保刑部尚書。祖父劉海，封知府，贈太子少保刑部尚書。父劉璟，太子少保刑部尚書。前母翟氏，贈夫人；母王氏（1453年-1533年），封夫人。具慶下。兄劉詵（典膳）、劉訢（監生）、劉誥（義官），弟劉䚸（義官）。

## 延伸阅读
- 高拱《故資政大夫刑部尚書春岡劉公行状》

[在维基数据编辑]
 《明史卷二百〇二》，出自《明史》